# Mikel Pradera
Mikel Pradera Rodríguez (Mallabia, 6 marzo 1975) è un ex ciclista su strada spagnolo.

## Palmarès

### Strada
- 1995 (Juniores, una vittoria)

Classifica generale Vuelta a Zamora
- 1996 (Dilettanti, una vittoria)

Memorial Rodríguez Inguanzo
- 1997 (Dilettanti, una vittoria)

1ª tappa Vuelta a Bidasoa
- 1998 (Olarra-Ercoreca, una vittoria)

Premio San Prudencio
Vuelta al Baztan

#### Altri successi
- 2002 (ONCE-Eroski)

4ª tappa Tour de France (Épernay > Château-Thierry, cronosquadre)
1ª tappa Vuelta a España (Valencia, cronosquadre)
- 2003 (ONCE-Eroski)

1ª tappa Vuelta a España (Gijón, cronosquadre)

## Piazzamenti

### Grandi Giri
- Giro d'Italia

2006: 95º
- Tour de France

2001: 62º
2002: 76º
2003: 58º
2004: ritirato (12ª tappa)
- Vuelta a España

2002: 98º
2003: 119º
2004: 83º
2005: 74º

### Classiche monumento
- Milano-Sanremo

2001: 38º
2005: 127º
- Giro delle Fiandre

2002: ritirato
2003: ritirato
2005: ritirato
- Parigi-Roubaix

2002: ritirato
2003: ritirato
2005: ritirato
- Liegi-Bastogne-Liegi

2001: 23º
2002: ritirato
- Giro di Lombardia

2005: ritirato
2006: ritirato

### Competizioni mondiali
- Campionati del mondo

Zolder 2002 - In linea Elite: 133º